# Tosacantha quadrimacula
Tosacantha quadrimacula är en fjärilsart som beskrevs av Fletcher 1963. Tosacantha quadrimacula ingår i släktet Tosacantha och familjen nattflyn. Inga underarter finns listade i Catalogue of Life.